# Birch (Essex)
Birch is een civil parish in het bestuurlijke gebied Colchester, in het Engelse graafschap Essex. De plaats telt 873 inwoners.